# Van Veeteren – Carambole
Carambole är en svensk-tysk-dansk-norsk-finsk thriller från 2005 i regi av Daniel Lind Lagerlöf med Sven Wollter, Eva Rexed, Thomas Hanzon och Peter Andersson i huvudrollerna. Filmen hade svensk biopremiär den 19 augusti 2005 och släpptes på DVD den 14 december 2005.

## Handling
En mörk och regnig kväll kör Pieter på en 14-årig pojke som omedelbart dör. Då det inte finns några vittnen till händelsen smiter Pieter från olycksplatsen. Några dagar senare får Pieter ett hotbrev som säger att han ska betala en viss summa för en okänd persons tystnad, då denne hade sett olyckan. Men Pieter nonchalerar hotbrevet och kastar det. Ytterligare några dagar senare kommer det ett nytt hotbrev, och den här gången ska Pieter betala ännu mer pengar. Dom bestämmer plats där Pieter ska överlämna pengarna, och av en olyckshändelse råkar då Erich Van Veeteren dödas av Pieter. Van Veeteren, som egentligen har pensionerat sig från kriminalpolisen och sysslar med sitt antikvariat, bestämmer sig för att medverka i utredningen då det är av personligt intresse för honom, men utredningen avslöjar saker om hans son som Van Veeteren inte hade en aning om.

## Om filmen
Filmen är baserad på Håkan Nessers kriminalroman Carambole och ingår i filmserien om Nessers kommissarie Van Veeteren där Sven Wollter åter spelar Van Veeteren.

## Skådespelare (urval)
- Sven Wollter - Van Veeteren
- Eva Rexed - Eva Moreno
- Thomas Hanzon - Münster
- Philip Zandén - Kommissarie Reinhardt
- Josef Säterhagen - Erich Van Veeteren
- Thomas Oredsson - Rooth
- Tobias Aspelin - Jung
- Sven Angleflod - Krause
- Peter Andersson - Pieter Clausen
- Kajsa Reingardt - Vera Miller
- Frida Westerdahl - Marlene
- Chatarina Larsson - Ulrike Fremdli
- Karin Knutsson - Synn
- Thomas Widman - Keller
- Jarinja Thelestam Mark - Jana Van der Hoof
- Bengt C W Carlsson - Otto Gerlach
- Dag Elfgren - Rupold Menster
- Anette Norberg - biljardhallsägere
- Daniela Svensson - biljardhallsanställd
- Håkan Nesser - Erichs övervakare